# Хамаркамератене
Хамаркамератене (на норвежки: Hamarkameratene) или просто Хам-Кам, или ХамКам е норвежки футболен клуб, базиран в едноименния град Хамар. 

## История
Основан на 10 август 1918 година като „Хамар Фрейтиг“. През 1946 се обединява с През 1946 се обединява с „Хамар Арбайдеридретслаг“ на норвежки: Hamar Arbeideridrettslag и приема сегашното си име.
Играе мачовете си на стадион Брискеби Арена с вместимост 7 600 места. Най-големият успех са бронзовите медали от първенството през 1970 година.

## Предишни имена
| Години      | Име                               |
| ----------- | --------------------------------- |
| 1918 – 1946 | „Фрейтиг“ Freidig Hamar           |
| 1946 -      | „Хамаркамератене“ Hamarkameratene |

## Успехи
- Типелиген
  -  Трето място (1): 1970

- Купа на Норвегия
  - 1/2 финалист (6): 1969, 1970, 1971, 1973, 1987, 1989

- ОБОС-лиган (2 ниво)
  -  Шампион (2): 2003, 2021
  -  Второ място (1): 2007
  -  Трето място (1): 2001

- ПостНорд лиган (3 ниво)
  -  Шампион (2): 2010 (група 4), 2017 (група 1)
  -  Второ място (1): 2016 (група 2)